# Nicolás Bravo, Veracruz
Nicolás Bravo är en ort i Mexiko.   Den ligger i kommunen Jalacingo och delstaten Veracruz, i den sydöstra delen av landet, 200 km öster om huvudstaden Mexico City. Nicolás Bravo ligger 842 meter över havet och antalet invånare är 660.
Terrängen runt Nicolás Bravo är bergig. Runt Nicolás Bravo är det ganska tätbefolkat, med 160 invånare per kvadratkilometer. Närmaste större samhälle är Teziutlan, 13,3 km sydväst om Nicolás Bravo. I omgivningarna runt Nicolás Bravo växer i huvudsak städsegrön lövskog.